# 키패드

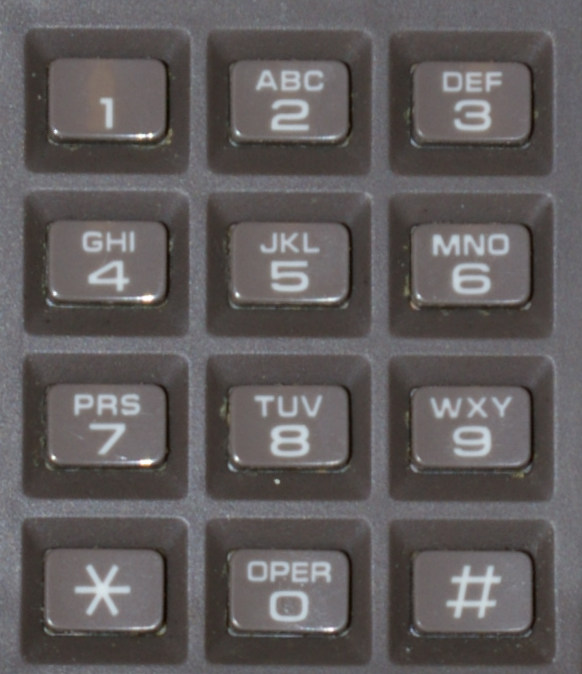
전화의 키패드

키패드(keypad)는 블록이나 패드 단위로 정렬된 버튼들의 모임으로, 숫자, 기호, 알파벳 문자들을 이룬다. 숫자를 포함하는 패드는 숫자 키패드로 부른다. 숫자 키패드는 컴퓨터 자판 외에도 계산기, 푸시 버튼 전화, 자판기, ATM, POS 장치, 번호 자물쇠(부호 자물쇠), 디지털 도어락과 같이 주로 숫자 입력을 요구하는 다른 장치들에서 볼 수 있다. 수많은 장치들은 배열을 위해 E.161 표준을 따른다.

## 이용과 기능

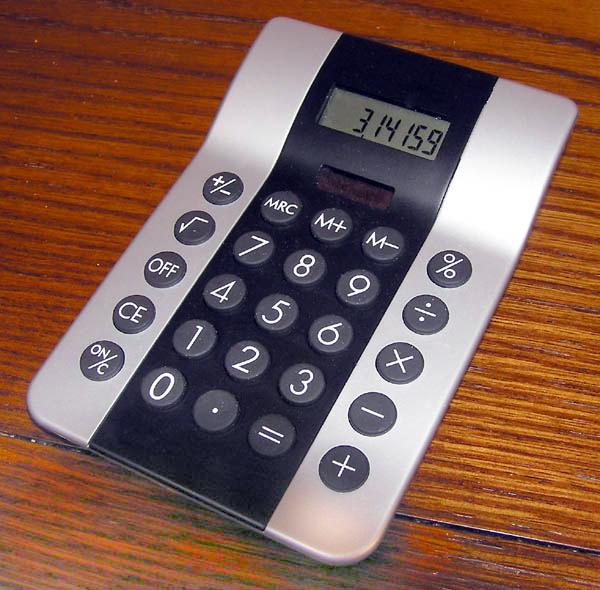
계산기.

컴퓨터의 자판은 일반적으로 한쪽 측면에 조그마한 숫자 키패드를 지니고 있으며, 비록 상단에도 다른 숫자 키들이 더 있지만, 계산기 스타일 배열의 버튼들은 숫자 데이터를 더 효율적으로 입력할 수 있게 도와준다. 이 숫자 패드(넘패드로 줄여서 말함)는 보통 자판의 오른쪽에 위치해 있는데 그 이유는 대부분의 사람들이 오른손잡이이기 때문이다.
수많은 랩톱 컴퓨터는 알파벳 키보드의 일부를 숫자 키패드로 전환하는 특수 기능키가 있는데, 그 이유는 노트북 몸체에 별도의 키패드를 넣을 공간이 충분하지 않아서이다. 별도의 외부 플러그인 키보드를 구매할 수 있다.
PIN 입력 및 제품 선택을 위한 키패드는 ATM, 자판기, POS 지급 장치, 타임 클럭, 번호 자물쇠, 디지털 도어락 등의 수많은 장치에 등장한다.

## 키 레이아웃
키가 활성화된 최초의 기계식 계산기와 수많은 캐시 레지스터들은 각 위치에 기계가 사용할 수 있는 0부터 9까지의 병렬 키들을 사용하였다.
더 크기가 작은 10키 입력은 1901년 스탠더드 애딩 머신(Standard Adding Machine)에서 처음 시작되었다. 계산기는 왼쪽에 0, 오른쪽에 9가 있는 한 줄로 정렬된 숫자키가 있었다. 현대의 4열의 경우 1911년 선드스트랜드 애딩 머신(Sundstrand Adding Machine)에 첫 선을 보였다.
계산기의 키패드에서 사칙연산, 소수점 등호, 또 더 진보한 수학 함수들을 위한 레이아웃 표준은 없다.

## 같이 보기
- 숫자 키패드
- 휴대 전화
- 디지털 도어락
- 방향키 (컴퓨터 자판)